# 세바스티안 조빈코
세바스티안 지오빈코(이탈리아어: Sebastian Giovinco, 1987년 1월 26일, 이탈리아 토리노 ~ )는 이탈리아의 은퇴한 축구 선수이며, 공격수로 활약했다.

## 유스팀 경력
조빈코는 토리노에서 태어났다. 9살이었던 1996년에 유벤투스 FC 유소년팀에 입단하였다.

## 클럽팀 경력
지오빈코는 2007년 5월 12일, 세리에 B 리그 볼로냐전에서 라파엘레 팔라디노 대신 교체 투입되어 데뷔하였다.
2007년 7월 4일, 엠폴리 FC로 임대 이적하여 2007년 9월 30일, US 팔레르모를 상대로 골을 넣어 세리에 A 데뷔골을 넣었다. 이 날, 엠폴리는 3-1로 승리를 거두었다. 

지오빈코는 엠폴리에서 총 32경기에 출전하여 6골을 기록하였다. 

2008년 유벤투스로 임대복귀 하였지만, 만족할만한 출전 기회를 얻지 못하여 2010년 파르마 FC로 임대이적하게 되었으며, 파르마에서 핵심선수로 활약하였다.

2010년 8월에 파르마는 유벤투스로부터 지오빈코의 소유권의 절반을 시즌끝에 사들여, 3년간 공동소유하게 된다고 발표하였다.

2012년 6월에 유벤투스는 파르마에서 인상적인 모습을 보여준 지오빈코의 공동소유권을 다시 사들였다.

## 국가대표팀 경력
지오빈코는 이탈리아 U-16부터 시작하여 매년 국가대표 소속으로 출전하다가 2007년 6월 1일, 감독인 피에를루이지 카시라기의 부름으로 이탈리아 U-21 축구 국가대표팀에 합류하여 알바니아 전에 데뷔하여 결승골을 어시스트 하였다.
이후 2008년 툴롱 국제 축구대회에 출전하였고 이어 2008년 하계 올림픽 축구 국가대표팀 명단에 포함되었으며, 2011년 2월 10일 독일전에서 A매치 데뷔전을 치르게 되었다.

## 수상 내역
유벤투스
- 세리에 A : 2012-13|2013-2014|2014-15
- 세리에 A 준우승 : 2008-09
- 세리에 B : 2006-07
- 수페르코파 이탈리아나 : 2013

 이탈리아
- 2009년 UEFA U-21 축구 선수권 대회 4강
- UEFA 유로 2012 준우승
- 2013년 FIFA 컨페더레이션스컵 3위